# Orgullo Arcoíris de Tokio

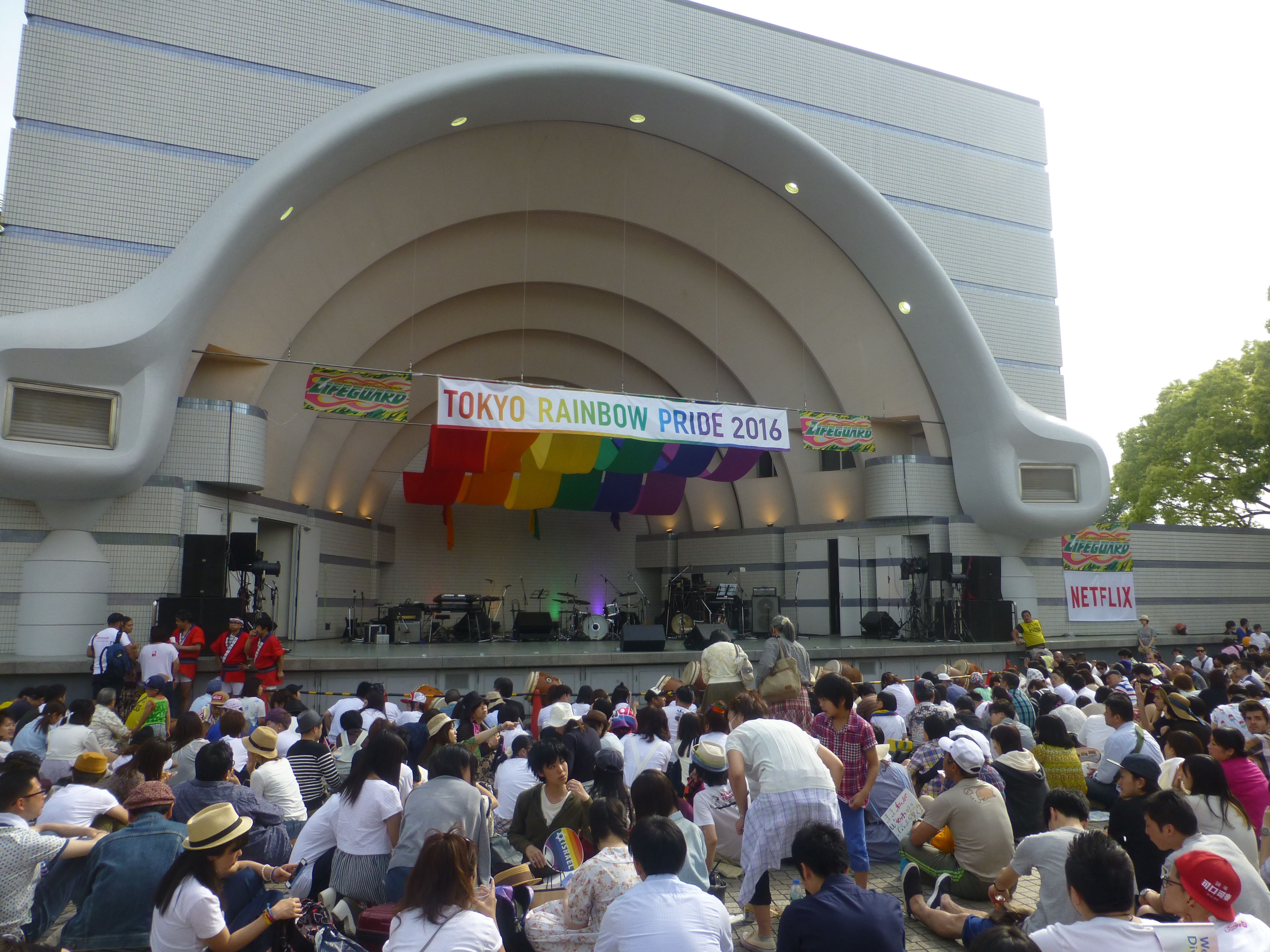
Orgullo Arcoíris de Tokio de 2016

El Orgullo Arcoíris de Tokio es un festival anual que tiene lugar en Tokio, Japón, y que comprende una serie de eventos que tienen como objetivo lograr una sociedad donde las personas LGBT "puedan vivir positivamente sin estar expuestos a discriminación o prejuicios". El nombre también es usado para designar a la agrupación que organiza el festival. Desde 2012, se lleva a cabo en abril o mayo de cada año alrededor del Parque Yoyogi, en el barrio de Shibuya de Tokio.
Para 2017, el festival contaba con una concurrencia de más de 100 000 personas, de las cuales 5000 participaron de la marcha del orgullo que se realiza como parte del mismo.

## Historia
La primera "Marcha del Orgullo Gay y Lésbico" de Japón tuvo lugar el 28 de agosto de 1994.
En 1996 se realizó la tercera edición de la marcha. Sin embargo, al final del evento, ocurrió un incidente en el que personas que se oponían a la política del comité ejecutivo ocuparon el escenario al aire libre del Parque Yoyogi, que fue la sede de la ceremonia de clausura. Como resultado de esto, la marcha se suspendió a partir del año siguiente.
El 27 de agosto de 2000, la marcha volvió a realizarse. En 2003 y 2004, no hubo nadie que asumiera la presidencia ejecutiva y el programa se suspendió nuevamente.
En 2005, se estableció el Orgullo de Tokio como un organismo de gestión para llevar a cabo la marcha de manera estable todos los años.
En 2007, el nombre del desfile se cambió a "Marcha del Orgullo de Tokio", pero se canceló la edición del año siguiente. El 23 de mayo de 2009, el "Festival del Orgullo de Tokio" se llevó a cabo en el Parque Yoyogi sin marcha. El 14 de agosto de 2010, se revivió la marcha.
El festival se canceló en 2011 debido terremoto ocurrido en marzo del mismo año. En mayo de 2011, el órgano de administración "Orgullo de Tokio" se separó y se estableció el Orgullo Arcoíris de Tokio. Desde 2012, el Orgullo Arcoíris de Tokio ha realizado una marcha todos los años.